# Arenaria ludens
Arenaria ludens är en nejlikväxtart som beskrevs av Lloyd Herbert Shinners. Arenaria ludens ingår i släktet narvar, och familjen nejlikväxter. Inga underarter finns listade i Catalogue of Life.